# Ruth Williams Khama

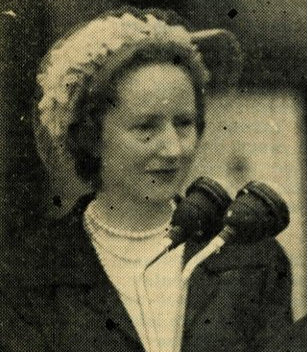
Ruth Williams Khama (1966)

Ruth Williams Khama (auch Lady Khama; * 9. Dezember 1923 in Blackheath, England; † 22. Mai 2002 in Gaborone; geboren als Ruth Williams) war die britischstämmige Frau des ersten Präsidenten Botswanas, Sir Seretse Khama. Ihre Ehe war Anlass für jahrelange politische Verwicklungen.

## Leben

### Zeit in England bis zur Hochzeit
Ruth Williams wurde in Eltham, South London, als Tochter von George, einem früheren Offizier und Teehändler, und Dorothy Williams geboren. Sie hatte eine Schwester und besuchte die Eltham Hill Grammar School. Während des Zweiten Weltkriegs arbeitete sie in Südengland als Fahrerin eines Krankenwagens. Anschließend war sie Sekretärin in einem Unternehmen für Underwriter.
1947 lernte sie beim Tanz im Haus der London Missionary Society Seretse Khama kennen, der das nominelle Oberhaupt der Bamangwato-Ethnie im damals britischen Protektorat Bechuanaland war und in England studierte. Sie entdeckten ihr gemeinsames Interesse für die südafrikanische Jazzband The Inkspots und verliebten sich. 1948 beschlossen sie zu heiraten, was auf den erbitterten Widerstand von Politikern im Südafrika der Apartheid und in Südrhodesien sowie des Ältestenrats der Bamangwato stieß. Auch der Bischof von London, William Wand, wollte nur mit Zustimmung der britischen Regierung die Ehe schließen. Stattdessen heirateten sie im September 1948 standesamtlich in Kensington. Während der soeben gewählte südafrikanische Premierminister Daniel François Malan dies „Übelkeit erregend“ nannte, sprach der spätere tansanische Präsident Julius Nyerere von einer „großartigen Liebesgeschichte“. Ruth Khama verlor ihren Arbeitsplatz und musste das Elternhaus verlassen.

### Politische Verwicklungen und Leben im Exil
Das Paar zog nach Bechuanaland, wo sich die Bamangwato im Juni 1949 für die Ehe der beiden ausgesprochen hatten, musste es aber wieder verlassen, nachdem die britische Regierung ein fünfjähriges Exil angeordnet hatte. Auch hatte sie die südafrikanische Regierung zu unerwünschten Personen erklärt. Die britische Conservative Party, die die Labour-Regierung dafür kritisiert hatte, verlängerte ihrerseits nach ihrem Wahlsieg 1951 das Exil auf unbestimmte Zeit. Hintergrund war offenbar die Drohung Südafrikas, die Republik auszurufen und den Commonwealth zu verlassen. Ruth und Seretse Khama lebten ab 1950 im englischen Croydon. Der Labour-Politiker Tony Benn setzte sich für das Paar ein, doch wurde Seretse Khama lediglich ein Posten in der Botschaft auf Jamaika angeboten, was dieser ablehnte. Erst 1956, nach einem Telegramm der Bamangwato-Führung an Königin Elizabeth II., durfte das Paar nach Bechuanaland zurückkehren; allerdings musste Seretse als Oberhaupt der Bamangwato abdanken. Sie lebten vorerst in Serowe, wo Seretse Khama als Viehzüchter tätig war.

### Leben als Präsidentengattin
Seretse gründete die Bechuanaland Democratic Party, mit der er die landesweiten Wahlen 1965 gewann. Im Folgejahr wurde das Land unter dem Namen Botswana unabhängig und Seretse Khama Präsident. Ruth Khama war in ihrer Rolle als „First Lady“ politisch aktiv und einflussreich. Nach dem Tod ihres Mannes im Jahr 1980 blieb sie in Botswana. Unter anderem leitete sie das Botswana Red Cross und das Botswana Council of Women. Sie sprach kein Setswana, wurde aber mit dem Ehrennamen Mohumagadi Mma Kgosi (etwa: „Mutter des Herrschers“, gemeint war ihr ältester Sohn Ian Khama als Oberhaupt der Bamangwato) bezeichnet.
2002 starb Khama an Kehlkopfkrebs. Sie wurde neben ihrem Mann in Serowe bestattet.

### Kinder
Ruth Khama brachte zwischen 1950 und 1958 vier Kinder zur Welt, von denen der 1953 als zweites Kind geborene Ian im Jahr 2008 die Präsidentschaft Botswanas übernahm. Auch der 1958 geborene Tshekedi Khama wurde Politiker, unter anderem Minister.

## Verfilmungen
- 1990: A Marriage of Inconvenience.  Fernsehfilm, Vereinigtes Königreich.
- 2016: A United Kingdom. Filmdrama, Vereinigtes Königreich.